# CONFIG.SYS
CONFIG.SYS è il file di configurazione primario avvio dei sistemi operativi MS-DOS e OS/2.
È un file di testo che contiene le informazioni sulle periferiche installate oltre che istruzioni di configurazione e di installazione del sistema.

## Utilizzo
I comandi in questo file configurano il DOS per l'interazione con periferiche e applicazioni del sistema. Dopo l'elaborazione del file CONFIG.SYS, DOS carica ed esegue l'interprete da linea di comando specificato nella riga shell= del file CONFIG.SYS. La shell di comando, a sua volta è responsabile per l'elaborazione del file AUTOEXEC.BAT.
Il file CONFIG.SYS è composto per la maggior parte da comandi name=value che definiscono alcuni parametri configurabili come allocazione di memoria, oppure caricano file in memoria.
In DOS, CONFIG.SYS è situato nella cartella principale del disco dal quale il sistema operativo è avviato.
Entrambi i file CONFIG.SYS e AUTOEXEC.BAT possono essere trovati nella cartella principale di Windows 95 e Windows 98, poiché entrambi questi sistemi operativi sono basati sul DOS. Tipicamente questi files sono lasciati vuoti, non essendo strettamente richiesti per l'avvio del sistema.
Windows Me non analizza nemmeno il file CONFIG.SYS durante il processo di avvio , caricando invece queste impostazioni dal Registro di Windows